# Psaliodes limbata
Psaliodes limbata är en fjärilsart som beskrevs av Paul Dognin 1913. Psaliodes limbata ingår i släktet Psaliodes och familjen mätare. Inga underarter finns listade i Catalogue of Life.